# Dominik Derwisz
Dominik Derwisz (ur. 25 stycznia 1974 w Lublinie) – polski koszykarz występujący na pozycji skrzydłowego, trener koszykarski.

## Osiągnięcia
Drużynowe
- Uczestnik rozgrywek Pucharu Koracia (1998/99 – I runda)[1]
- Awans do najwyższej klasy rozgrywkowej z AZS Lublin (1993)

Indywidualne
- Uczestnik:
  - meczu gwiazd PLK (1998)[2]
  - konkursu rzutów za 3 punkty (1998)[3]

Reprezentacja
- Uczestnik kwalifikacji do mistrzostw Europy U–22 (1996)[1]